# Palazzo di Whitehall
Il Palazzo di Whitehall (Palace of Whitehall) fu la più importante residenza dei Sovrani d'Inghilterra e della Famiglia Reale dal 1530 sino al 1698, quando fu distrutto da un incendio che risparmiò la sola Banqueting House, costruita da Inigo Jones nel 1622. L'edificio si trovava a Londra, nella zona di Westminster, nel luogo dove oggi sorge l'omonima strada.
Prima di essere devastato dalle fiamme era stato il palazzo più grande d'Europa (e con ogni probabilità anche l'edificio più grande del mondo), costituito da 1500 ambienti.

## Storia

### La grandiosa costruzione

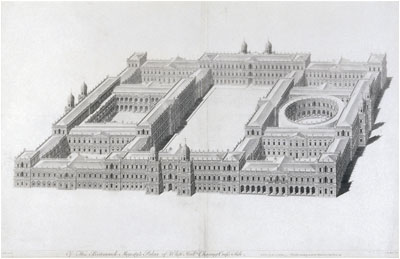
Progetto per il nuovo palazzo di Whitehall in un disegno di Inigo Jones del 1638.

Dal XIII secolo il Palazzo di Whitehall era divenuto il centro del governo dell'Inghilterra e dal 1049 esso era residenza reale. L'area circostante era divenuta pertanto molto popolare ed esclusiva. Walter de Grey, arcivescovo di York, acquistò in questo luogo una proprietà dopo il 1240 che chiamò York Place.
Edoardo I d'Inghilterra soggiornò in questa proprietà diverse volte. Il palazzo venne ampliato molto durante il XVI secolo per opera del cardinale Wolsey. Quando re Enrico VIII rimosse il cardinale dai propri incarichi a corte nel 1530, egli acquisì anche tutte le sue proprietà, tra le quali spiccava appunto lo York Place che egli intendeva far diventare la propria principale residenza londinese.
Enrico VIII ridisegnò quindi interamente il palazzo, ampliandolo ancor più e ricostruendolo in gran parte. Ispirandosi al Richmond Palace, Enrico VIII vi incluse anche un centro di ricreazione con un campo da bowling, uno da tennis, una buca per la lotta tra cavalli (oggi Cabinet Office, 70 Whitehall) e altri svaghi per la sua corte. Il costo totale dell'opera si aggirava attorno alle 30 000 sterline (circa 11 000 000 di sterline del 2007). Enrico VIII si sposò qui con due delle proprie mogli: nel 1533 con Anna Bolena e nel 1536 con Jane Seymour. Questo fu anche il palazzo dove il re morì nel gennaio del 1547.
Nel 1606, quindi 1611 il palazzo ospitò le prime, rispettivamente di Re Lear e La tempesta di William Shakespeare.

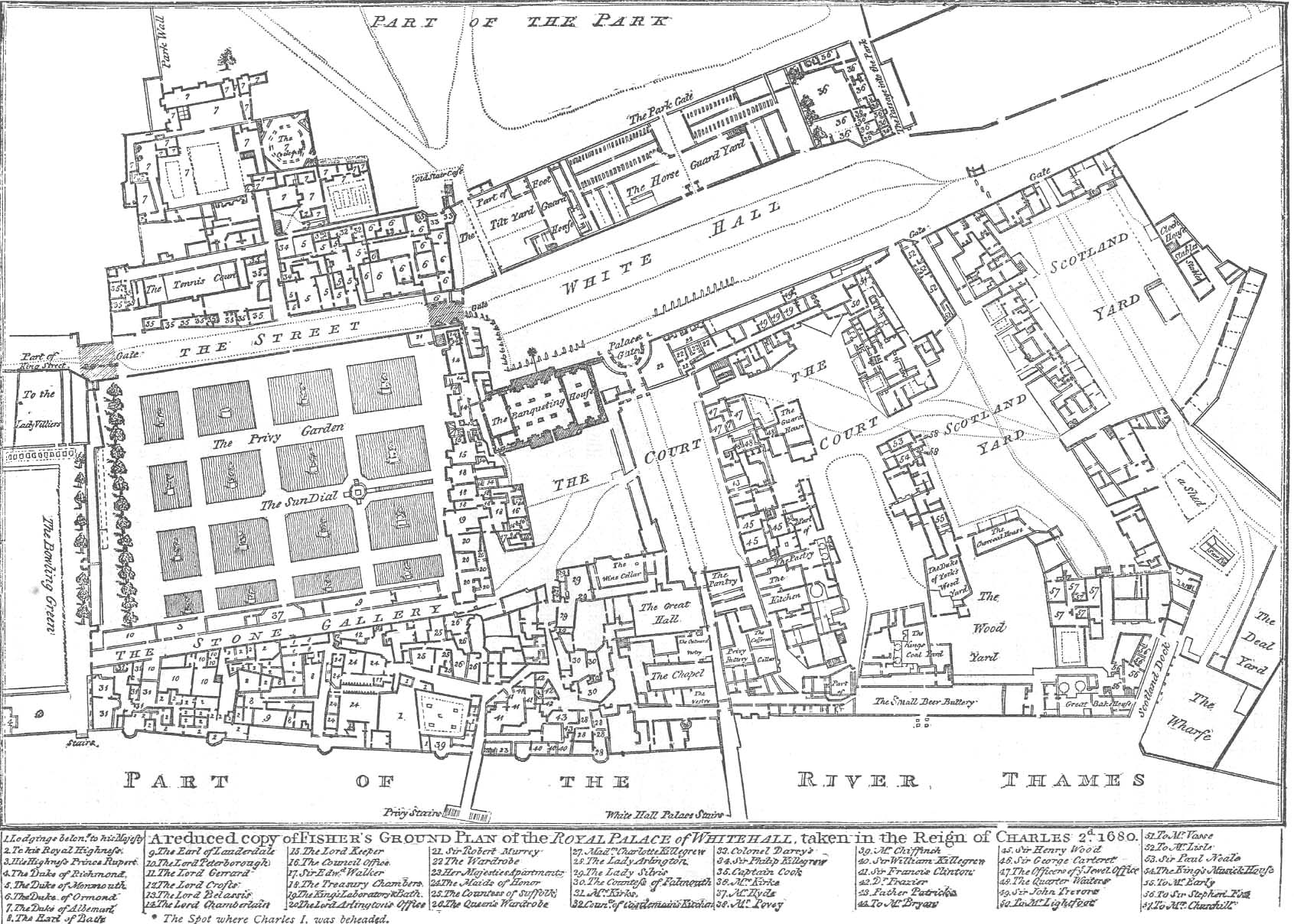
Pianta del palazzo di Whitehall nel 1680: si noti la discontinuità delle strutture presenti in quanto edificate in epoche e stili diversi

Giacomo I apportò modifiche significative al palazzo, iniziando la costruzione della Banqueting House nel 1622 su disegno di Inigo Jones per rimpiazzare una serie di precedenti ambienti per banchetti creati al tempo di Elisabetta I. La decorazione del palazzo venne terminata nel 1634 dopo che era stata affidata al celebre Peter Paul Rubens da Carlo I (che venne giustiziato di fronte al palazzo nel 1649). Nel 1650 il palazzo era il più grande complesso secolare in Inghilterra con oltre 1500 stanze, anche se la sua forma complessiva si presentava piuttosto irregolare a seguito delle molte modifiche fatte ed era una commistione di molti stili diversi. A ogni modo, il palazzo appariva più come un piccolo villaggio che non come una singola costruzione.
Carlo II, dopo la restaurazione, vi commissionò lavori minori. Come suo padre egli morì presso il palazzo, ma questa volta d'infarto. Giacomo II ordinò molti cambiamenti alla struttura e ne affidò la direzione dei lavori a sir Christopher Wren; tra questi lavori si ricordano la cappella (terminata nel 1687) e la ricostruzione degli appartamenti della regina (1688).

### Il declino del palazzo

Copia d'epoca del Ritratto di Enrico VIII di Hans Holbein il Giovane. L'originale, un tempo conservato al Palazzo di Whitehall, venne distrutto dal rovinoso incendio che colpì il complesso nel 1698.

Nel 1691, al termine degli ultimi lavori di rifacimento, il palazzo era il più grande complesso residenziale in Europa. Il 10 aprile di quell'anno, però, un incendio scoppiò negli appartamenti della duchessa di Portsmouth, spingendosi poi a danneggiare anche le parti più vecchie del palazzo, ma senza toccare apparentemente gli appartamenti di stato. Malgrado i danni, il palazzo era in gran parte ancora utilizzabile e verso la fine del 1694 qui vi morì Maria II. Suo marito Guglielmo III evitò Whitehall preferendogli Kensington Palace. Nel gennaio del 1698, ad ogni modo, un nuovo rovinoso incendio distrusse le parti restanti e le stanze di governo; il diarista John Evelyn annotò in maniera succinta ma incisiva il 2 gennaio 1698: "Whitehall è bruciata! Non rimane nulla se non i muri e rovine". Malgrado i danni, ancora oggi si possono ammirare inalterate la Banqueting House, alcune strutture incluse oggi in Scotland Yard e alcune parti di palazzo verso il parco, lungo la cosiddetto Holbein Gate, alcune delle quali sono state demolite nel 1769. Malgrado le ricostruzioni operate in seguito, a ogni modo, l'eccessivo dispendio per un palazzo ormai divenuto secondario sembrava inutile e pertanto tra il XVIII e il XIX gran parte del terreno un tempo occupato dal palazzo venne lottizzato per costruirvi case civili.
Durante questo secondo incendio andarono irrimediabilmente perdute molte opere d'arte tra cui il Cupido dormiente di Michelangelo, una famosa scultura acquistata dai re inglesi nel XVII secolo come parte della collezione dei Gonzaga. Andò perso nella medesima occasione anche l'iconico Ritratto di Enrico VIII di Hans Holbein il Giovane.

## Il palazzo oggi

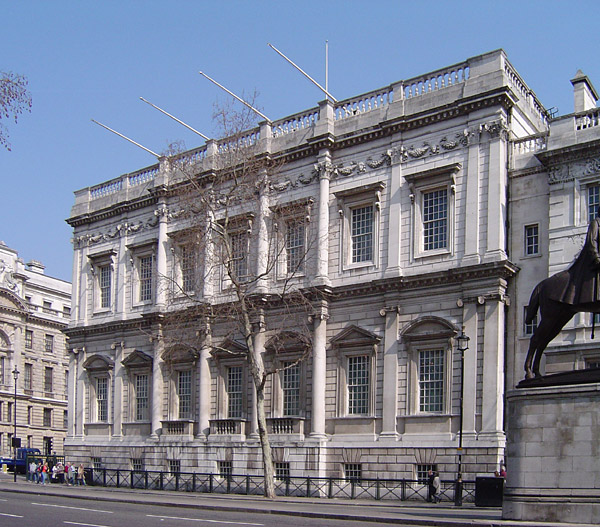
La Banqueting House ultima parte rimasta del grande complesso originario del Palazzo di Whitehall

La Banqueting House è l'unica costruzione ancora oggi visibile dell'originale complesso, anche se è stata in alcune parti modificata. Altre parti dell'antico palazzo ancora oggi esistenti, sono state incorporate nei complessi governativi di Whitehall. Tra queste si trova inclusa una torre e altre parti dei campi da tennis coperti risalenti al tempo di Enrico VIII.
La Banqueting House è ancora oggi utilizzata dai sovrani inglesi per le cene ufficiali e i banchetti d'onore da svolgersi a Londra.
All'inizio del 1938, l'antica ala est del palazzo venne sviluppata nuovamente con la costruzione di nuove strutture in stile per accogliervi il Ministero della Difesa. Durante questi lavori venne scoperta una grande camera voltata a mattoni di stile Tudor e come tale oggi conosciuta col nome di Cantina di Enrico VIII. L'area è di 70 m di lunghezza per 30 di larghezza. Per volere della regina Mary, la cantina venne mantenuta e ristrutturata sebbene questa alterasse in parte il nuovo progetto. Malgrado i bombardamenti, la sala esiste ancora oggi ed è rimasta protetta grazie alla sua posizione ipogea.